# 科維利內 (海尼切斯克區)
46°29′44″N 34°8′59″E / 46.49556°N 34.14972°E
科維利內（烏克蘭語：Ковильне）是位於烏克蘭南部的村莊，由赫爾松州海尼切斯克區的新特羅伊茨凱市鎮負責管轄。該村始建於1927年，面積37.1平方公里，海拔高度27米，2001年人口471，人口密度每平方公里12.7人。